# Stefan Orner
Stefan Orner (* 27. Januar 1983 in Esslingen am Neckar) ist ein deutscher Journalist und Moderator.

## Leben
Orner wuchs in Leutenbach im Rems-Murr-Kreis auf. Nach dem Abitur am Albertus-Magnus-Gymnasium in Stuttgart nahm er ein Magister-Studium an der Universität Stuttgart in den Fächern Linguistik und Geschichte auf. In seiner Magisterarbeit untersuchte er die Dialektgrenze zwischen Mittel- und Ostschwäbisch im Bereich des Remstals.
2001 nahm Orner an einem Casting des Lokalradiosenders Energy Stuttgart teil und wurde von den Hörern zum „Radiostar“ gewählt. Von 2002 bis 2005 arbeitete er im Moderationsteam des Senders.
Nach Hospitanzen beim Südwestrundfunk (SWR1 Baden-Württemberg und Baden-Württemberg aktuell) fing Orner 2008 bei Dasding in Baden-Baden an. Als einer der ersten Journalisten vor Ort berichtete er am 11. März 2009 vom Amoklauf von Winnenden und Wendlingen für sämtliche Hörfunk-Programme des SWR. 2010 folgte ein trimediales Volontariat beim Südwestrundfunk. Seit 2012 ist Stefan Orner Redakteur und Moderator bei SWR1 Baden-Württemberg. Er moderierte von 2015 bis 2020 die SWR1 Hitparade Baden-Württemberg und gehört seit 2017 zum Moderationsteam von SWR1 Guten Morgen Baden-Württemberg.
Außerdem moderiert Stefan Orner bei Heimspielen des VfB Stuttgart in den Business-Bereichen der Mercedes-Benz Arena das Talk-Format VfB Sportstudio.

## Auszeichnungen
Orner erhielt mit seinem Amateur-Theater Rems-Murr-Bühne Leutenbach den Mundarttheaterpreis des Landes Baden-Württemberg im Jahr 2010.